# Sergio Molina
Sergio Molina Beloqui (Madrid, 18 febbraio 1996) è un calciatore spagnolo, centrocampista dell'FC Andorra.

## Carriera
Cresciuto nel settore giovanile del Real Madrid e dello Stoke City, fa il suo esordio tra i professionisti con l'Albacete il 12 febbraio 2017, sostituendo Héctor Hernández nel secondo tempo nella vittoria casalinga per 1-0 contro l'Amorebieta. 
Il 22 giugno 2021 è passato all'FC Andorra, squadra della Primera División RFEF. Ha concluso la sua prima stagione con due gol in 37 presenze complessive e ha ottenuto la prima promozione in assoluto in seconda divisione.

## Statistiche

### Presenze e reti nei club
Statistiche aggiornate al 16 maggio 2024.
| Stagione            | Squadra             | Campionato          | Campionato | Campionato | Coppe nazionali | Coppe nazionali | Coppe nazionali | Coppe continentali | Coppe continentali | Coppe continentali | Altre coppe | Altre coppe | Altre coppe | Totale | Totale |
| Stagione            | Squadra             | Comp                | Pres       | Reti       | Comp            | Pres            | Reti            | Comp               | Pres               | Reti               | Comp        | Pres        | Reti        | Pres   | Reti   |
| ------------------- | ------------------- | ------------------- | ---------- | ---------- | --------------- | --------------- | --------------- | ------------------ | ------------------ | ------------------ | ----------- | ----------- | ----------- | ------ | ------ |
| 2016-2017           | Albacete            | PDR                 | 3          | 0          |                 | -               | -               |                    | -                  | -                  |             | -           | -           | 3      | 0      |
| 2017-2018           | Navalcarnero        | PDR                 | 37         | 0          |                 | -               | -               |                    | -                  | -                  |             | -           | -           | 37     | 0      |
| 2018-2019           | Salamanca UDS       | PDR                 | 36         | 0          |                 | -               | -               |                    | -                  | -                  |             | -           | -           | 36     | 0      |
| 2019-2020           | Salamanca UDS       | PDR                 | 18         | 0          | CF              | 1               | 0               |                    | -                  | -                  |             | -           | -           | 19     | 0      |
| 2020-2021           | Salamanca UDS       | PDR                 | 25         | 2          | CF              | 1               | 0               |                    | -                  | -                  |             | -           | -           | 26     | 2      |
| Totale Salamanca    | Totale Salamanca    | Totale Salamanca    | 79         | 2          |                 | 2               | 0               |                    | -                  | -                  |             | -           | -           | 81     | 2      |
| 2021-2022           | FC Andorra          | PDR                 | 34+1       | 2          | CS              | 2               | 0               |                    | -                  | -                  |             | -           | -           | 37     | 2      |
| 2022-2023           | FC Andorra          | SD                  | 29         | 2          | CS              | 1               | 0               |                    | -                  | -                  |             | -           | -           | 30     | 2      |
| 2023-2024           | FC Andorra          | SD                  | 37         | 0          | CS              | 1               | 0               |                    | -                  | -                  |             | -           | -           | 38     | 0      |
| Totale FC Andorra B | Totale FC Andorra B | Totale FC Andorra B | 100+1      | 4          |                 | 4               | 0               |                    | -                  | -                  |             | -           | -           | 105    | 4      |
| Totale carriera     | Totale carriera     | Totale carriera     | 219+1      | 6          |                 | 6               | 0               |                    | -                  | -                  |             | -           | -           | 226    | 6      |

## Palmarès
- Primera División RFEF: 1

FC Andorra: 2021-2022 (gruppo 2)